# 金融審議会
金融審議会（きんゆうしんぎかい）は、金融庁の審議会等の一つであり、金融制度や資本市場など国内金融関係の重要事項について、調査・審議をしている。従来大蔵省に設けられていた金融制度審議会、証券取引審議会、保険審議会の3つが金融監督庁発足に伴い統合され、これらの事務機能が金融監督庁へ移転された。

## 主な業務
金融庁設置法（平成30年6月1日法律第95号）第46条に所掌事務が規定されている。
```
（金融審議会）
第7条 金融審議会は、次に掲げる事務をつかさどる。
一 
内閣総理大臣
、
長官
又は
財務大臣
に応じて国内金融に関する制度等の改善に関する事項その他の国内金融等に関する重要事項を調査審議すること。
二 前号に規定する重要事項に関し、内閣総理大臣、長官又は財務大臣に意見を述べること。
三 内閣総理大臣又は長官の諮問に応じて責任保険（
自動車損害賠償保障法
第五条に規定する責任保険をいう。）に関する重要事項を調査審議すること。
四 前号に規定する重要事項に関し、関係各大臣又は長官に意見を述べること。
五 金融機関の金利に関し、内閣総理大臣、長官、財務大臣又は
日本銀行
の
政策委員会
（
日本銀行法
（平成九年法律第八十九号）第十四条に規定する政策委員会をいう。）に意見を述べること。
六 内閣総理大臣又は長官の諮問に応じて
公認会計士制度
に関する重要事項を調査審議すること。
七 臨時金利調整法（昭和二十二年法律第百八十一号）第二条第三項及び第六条の規定によりその権限に属させられた事項を処理すること。
 ２ 金融審議会の委員その他の職員で政令で定めるものは、内閣総理大臣が任命する。
 ３ 前二項に定めるもののほか、金融審議会の組織及び委員その他の職員その他金融審議会に関し必要な事項については、政令で定める。
```

## 会長
| 氏名     | 就任日        |
| -------- | ------------- |
| 貝塚啓明 | 1998年8月6日  |
| 堀内昭義 | 2007年1月30日 |
| 田中直毅 | 2009年3月12日 |
| 吉野直行 | 2011年3月7日  |
| 岩原紳作 | 2015年3月3日  |
| 神田秀樹 | 2019年3月4日  |

- 任期は約2年ごと（再任可）。